# Białe Błota (powiat Bydgoski)
Białe Błota is een dorp in het Poolse woiwodschap Koejavië-Pommeren, in het district Bydgoski. De plaats maakt deel uit van de gemeente Białe Błota en telt 5500 inwoners.